# 부평구시설관리공단
부평구시설관리공단은 인천광역시장이 지정하는 시설물을 효율적으로 관리 운영함으로써 시민의 복리증진에 기여하는 목적으로 세워진 공단이다

## 연혁
- 1999년 12월 1일 - 부평구시설관리공단 설립